# Auguste Ottevaere
Pour les articles homonymes, voir Ottevaere.
Auguste Ottevaere, né en 1809 et mort à Gand le 3 août 1856, est un peintre belge connu pour ses paysages et ses représentations animalières.
Au cours de sa carrière, il expose à huit salons triennaux belges et à trois Salons de Paris. Les Musées royaux des Beaux-Arts de Belgique conservent de lui un Aigle attaquant un bouquetin et le Rijksmuseum Amsterdam, une gravure : Paysage dans lequel les animaux fuient la tempête qui approche.

## Biographie

### Famille
Auguste (Auguste Ferdinand) Ottevaere, né en 1809, est le fils de Ferdinand Ottevaere (1766-1863), fournisseur des armées de la Première République et riche propriétaire terrien, possédant notamment le château d'Everghem, et d'Henriette Marguerite Crétu (1781-1854), native de Reims. Son oncle maternel est le dramaturge français Étienne Crétu (1793-1878). Auguste Ottevaere demeure célibataire et réside tantôt à Paris, tantôt des les propriétés de son père à Gand et à Everghem..

### Formation
Auguste Ottevaere est étudiant à l'Académie royale des beaux-arts de Gand, puis il se perfectionne dans de l'atelier du peintre animalier renommé Eugène Verboeckhoven.

### Carrière
Pour la première fois, Auguste Ottevaere participe à l'Exposition de la Société des Amis des Arts de Gand de novembre 1833, où il a envoyé Deux bisons de l'Amérique septentrionale et Un cheval de roulier. Son premier salon triennal belge est le Salon de Gand de 1835. Au Salon de Bruxelles de 1836, grâce à Approche d'un orage, animaux, il obtient une médaille de bronze. Ensuite, il participe à huit salons triennaux belges et aux Salons de Paris de 1833, 1835 et 1836.
Dans son atelier, Auguste Ottevaere forme, en 1843 et 1844, le peintre gantois Louis Schepens (d) (1816-1884). Lorsque ce dernier expose Approche de l'orage, c'est son professeur qui a dessiné les figures du tableau. D'autre part, Auguste Ottevaere est membre de la loge maçonnique bruxelloise Les Amis du Progrès, du Kunstgenootschap, de la société Les Chœurs et de l'association caritative Sans Nom non sans cœur.
Auguste Ottevaere meurt, à l'âge de 47 ans, à Gand. Le 3 août 1856, après avoir dîné, il décide, en sportif accompli qu'il est, de se baigner au lieu-dit Overzet, en compagnie de trois jeunes gens. Au moment même où il entre dans la rivière, il est victime d'une congestion cérébrale et disparaît dans l'eau. Aussitôt, un de ses amis, René Gentilhomme, directeur des moulins Catteaux, saute dans la rivière, tenant la victime par la main qui étreint la sienne et ne la lâche pas. Il parvient à hisser le corps du peintre, qui donne encore signe de vie, sur la berge. Au terme de quelques minutes le corps du baigneur est transporté dans l'établissement de bains. En dépit des soins prodigués durant une heure et demie par les médecins de l'hôpital militaire et des chasseurs à cheval, Auguste Ottevaere n'a pu être sauvé. Deux jours plus tard, ses funérailles ont lieu dans l'église, puis au cimetière Saint-Amand, en présence de nombreux artistes, dont son élève Louis Schepens.

## Œuvre

### Caractéristiques

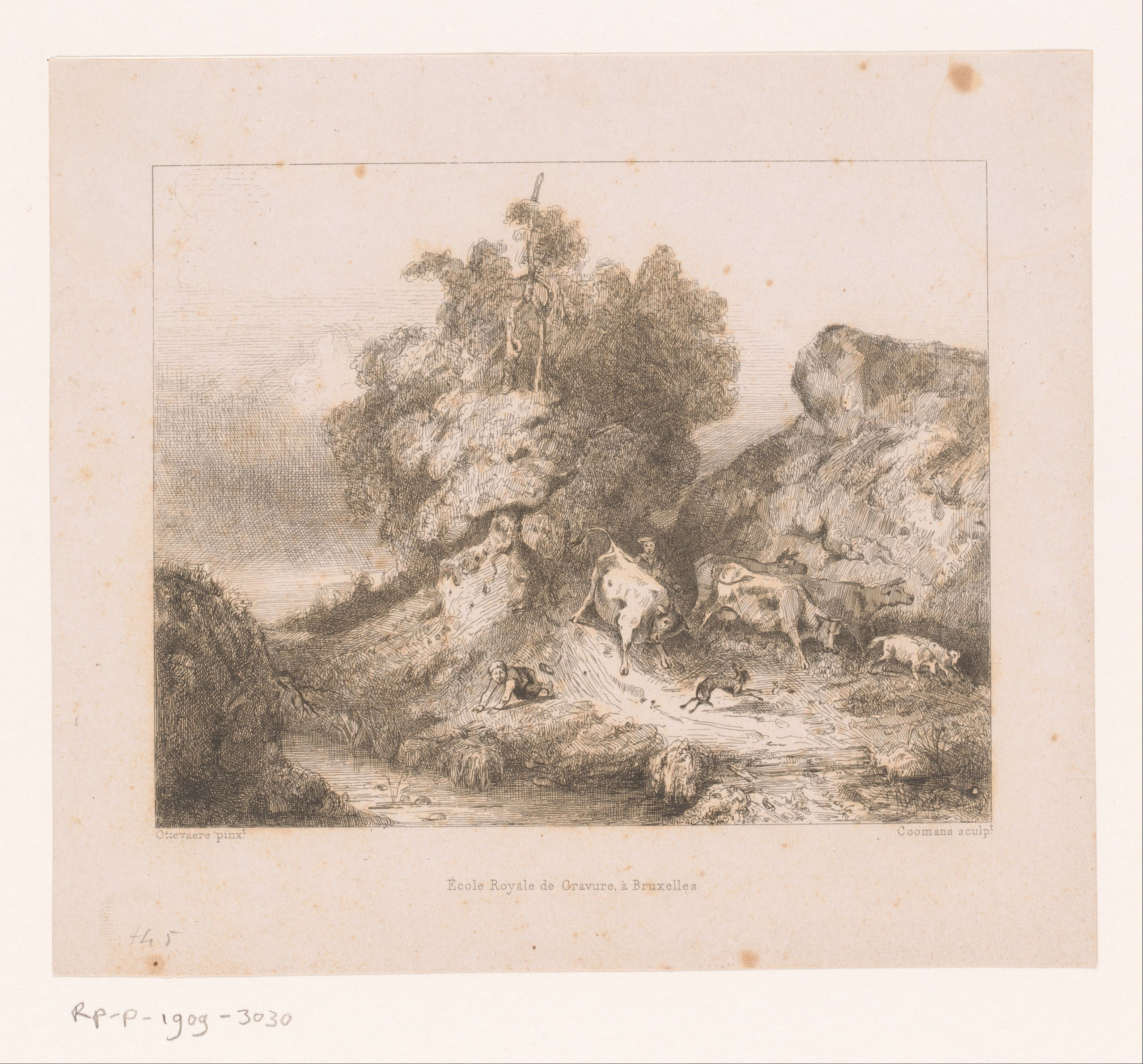
Paysage dans lequel les animaux fuient la tempête qui approche (Salon de Bruxelles de 1836), gravure de Joseph Coomans d'après un tableau d'Auguste Ottevaere, conservée au Rijksmuseum Amsterdam.

Son champ pictural couvre essentiellement les paysages et les représentations animalières, ses œuvres respirant la fougue de son caractère et ses paysages sont parfois tourmentés et sombres. Il représente une grande variété d'animaux : des chevaux, des bovins, des moutons, mais aussi des bisons, des renards, des cerfs, des aigles, des éperviers ou encore des canards.
Quelque peu absent des expositions depuis une dizaine d'années, et éloigné de son chevalet, en mai 1854, Auguste Ottevaere propose quatre œuvres présentées à L'Hôtel d'Allemagne à Gand. Le Messager de Gand publie un article élogieux, estimant que le peintre marche dans la voie du progrès. Sa réputation en Belgique est le résultat de chefs-d'œuvre. Après avoir manié le paysage, il s'est élancé dans le genre d'Eugène Verboeckhoven et de Louis Robbe. Cependant, il a réussi à se montrer original, et sa manière n'est pas celle de Robbe, et encore moins celle de Verboeckhoven. Le cachet qu'il imprime à ses œuvres est de lui, il appartient à la bonne époque de l'art et ses animaux ont le charme de ceux de Pieter Snyers et d'Adrian de Gryef. Les trois premières œuvres représentent des sujets de chasse, sujets connus, mais dans lesquels l'artiste a su y mettre du neuf en y mettant du sien. La facilité de sa touche cadre avec la hardiesse des teintes et le brillant du coloris. Le quatrième tableau représente des hérons surpris par un renard, sujet sortant du commun, traité magistralement en se rapprochant de la belle nature.

### Expositions

#### Belgique
- Exposition de la Société des Amis des Arts de Gand de novembre 1833 : Deux bisons de l'Amérique septentrionale et Un cheval de roulier[3].
- Exposition de la Société des Amis des Arts de Gand de mai 1834 : Taureau et vaches[3].
- Exposition de la Société des Amis des Arts de Gand de novembre 1834 : Cheval cauchois : étude, souvenir de Géricault, Une vache, Un cheval, Lièvre mort, Paysage et Animaux pris dans les Polders[3].
- Salon de Gand (XVI) de 1835 : Prairie et animaux[8].
- Salon de Bruxelles de 1836 : Approche d'un orage, animaux (médaille de bronze)[2].
- Salon de Gand (XVII) de 1838 : Effet d'orage, Coucher de soleil, Chasse au faucon, Intérieur et Taureau dans une prairie[9].
- Salon de Bruxelles de 1839 : Animaux au pré[10].
- Salon d'Anvers de 1840 : Des chevaux au pâturage, sur le devant un garçon et une jeune fille près d'un feu et Gibier sur une table en bois[11].
- Salon de Gand (XVIII) de 1841 : Taureau attaqué par un loup[12].
- Salon d'Anvers de 1843 : Intérieur de bois, avec animaux[4].
- Salon de Gand (XIX) de 1844 : Nature morte[13].
- Fête du Cercle artistique et littéraire de Bruxelles en octobre 1851 : La Biche[14].

#### France
- Salon de Paris de 1833 : Prairie hollandaise avec animaux, Taureau et moutons, étude et Wachters kot (Flandre occidentale)[15].
- Salon de Paris de 1835 : Prairie et animaux, vue de Flandre[15].
- Salon de Paris de 1836 : Animaux paissant dans les Polders près du sas de Gand[15].

### Collections muséales
- Musées royaux des Beaux-Arts de Belgique (Bruxelles) : Aigle attaquant un bouquetin, encre de Chine, plume, lavis, gouache blanche et touche d'huile brune sur papier, inventaire no 9198, format 24,1 × 20 cm, acquis de la galerie Thémis, Bruxelles, 1979[16].
- Rijksmuseum Amsterdam : Paysage dans lequel les animaux fuient la tempête qui approche (1836), gravure de Joseph Coomans, d'après un tableau d'Auguste Ottevaere, gravure sur papier, inventaire no RP-P-1909-3030, format 16,5 × 18,7 cm, publiée dans le catalogue du Salon de Bruxelles de 1836[17].